# The Dio Years
The Dio Years – album zespołu Black Sabbath. Został on wydany 3 kwietnia 2007 roku nakładem wytwórni Warner Bros. Records.
Album jest kompilacją utworów zespołu w składzie z wokalistą Ronnie Jamesem Dio. Zawiera on zremasterowane utwory z trzech albumów Heaven and Hell (1980), Mob Rules (1981), Dehumanizer (1992) oraz albumu koncertowego Live Evil (1982). Na albumie znajdują się także trzy nowe utwory: "The Devil Cried", "Shadow of the Wind" oraz "Ear in the Wall".

## Lista utworów
1. „Neon Knights”
2. „Lady Evil”
3. „Heaven and Hell”
4. „Die Young”
5. „Lonely is the Word”
6. „The Mob Rules”
7. „Turn Up the Night”
8. „Voodoo”
9. „Falling Off the Edge of the World”
10. „After All (the Dead)”
11. „TV Crimes”
12. „I”
13. „Children of the Sea”
14. „The Devil Cried”
15. „Shadow of the Wind”
16. „Ear in the Wall”